# 額縁
額縁（がくぶち）とは、

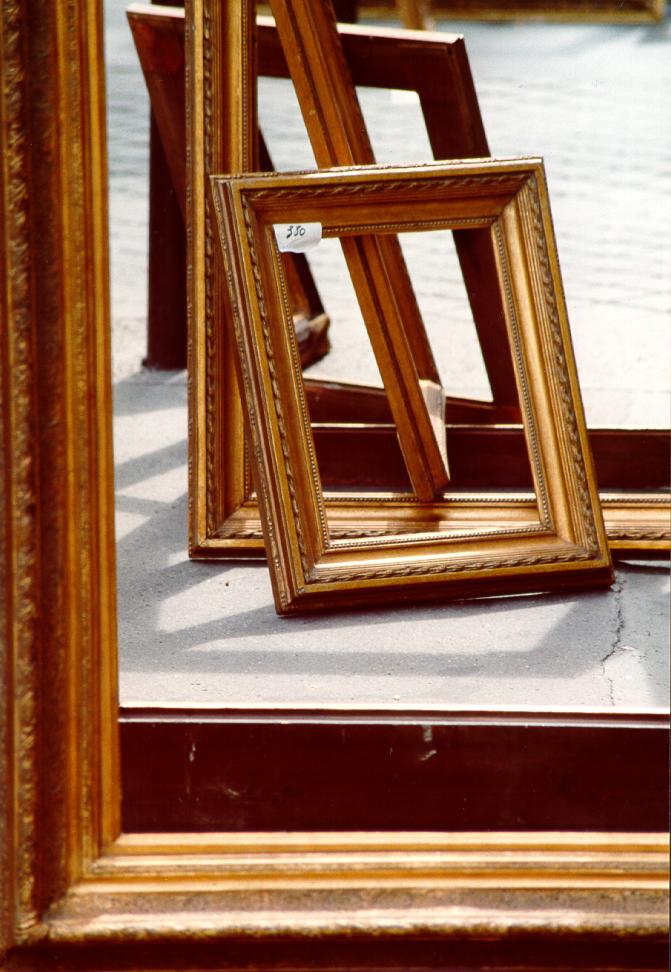
木製の額縁

1. 絵画や写真、賞状等を入れて飾るための枠。フレーム。
2. 窓や出入り口（玄関）の周囲につける化粧木。
3. 劇場の舞台に使われる上下左右の区切り。プロセニアム・アーチ。

本項では主に 1.について扱う。

## 概要
語源は、「額（ひたい）」の「縁（ふち）」から来るものと考えられる。また、外来語表記では、フレーム(frame）またはパネル(panel)となる。
額縁を構成する材料（または素材・マテリアル）は、木材、金属（主として、アルミ）、ガラス、陶器、プラスティック（主として、アクリル樹脂や塩化ビニル樹脂等）、漆喰、漆、粘土等、様々である。
卓上用のもの、壁掛用のもの、卓上・壁掛共用のものがある。なお、室内装飾だけではなく屋外用のものも存在する。
また、額縁に美術品や写真などを入れて飾れる状態にすることを額装（がくそう）という。

## 額縁の種類

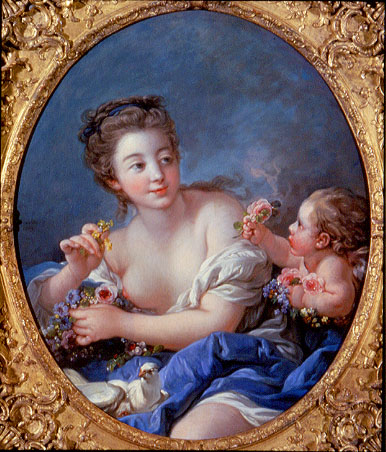
楕円形の額縁。フランソワ・ブーシェ『ウェヌスとアモル』

### 製法による区分
本縁（ほんぶち）
竿状の材料を枠状に組み上げた後に、塗装や金箔などの加工を施して作り上げる額縁。そのため角の継ぎ目が見えないのが利点。通常、この形式の額縁は油彩額となる。
組縁（くみぶち）
塗装などの加工を済ませた長い竿状の枠を切り出し、それを組み合わせて作られた額縁のこと。本縁と違い角の継ぎ目が見えやすい。主にデッサン額などがこの形式。
モールディング
既成の竿状の枠を注文に合わせて組み合わせる半オーダーメイドの額縁。制作方法は組縁とほぼ同じ。枠のデザインを選び、額のサイズや深さ、入れ子の有無などをオーダーすることができる。そのため油彩額やデッサン額、場合によっては人形などを入れられる深さを持った額なども制作することが可能。しかし枠のデザインによっては角の部分で模様が食い違ってしまうという欠点もある。

### 用途による区分
油彩額
油絵用の額。大半が本縁で、木製のものが多い。枠・ガラス（アクリル）・入れ子・裏板の構造になっており、入れ子と裏板の間にカンバスを入れる形になる。こうすることで絵の表面とガラスとを触れさせずに済む。また、厚みのあるものを入れるためドロ足（ドロあし）と呼ばれる角材を背面に取り付けており、これによって深さを増している。デザインは豊富で、色は金・銀・茶などが多い。
仮縁（かりぶち）
枠のみでガラスも裏板もない、油絵用の額。主に展覧会などで使用され、作品の移動や一時的に重ねた場合に作品を保護する。木製と金属製のものがあり、特に金属製のものはネジを使って自分で組み立てるタイプが多い。どちらも単にカンバスをはめ込むだけであるため、長期的な作品の保護には向いていない。また、カンバスは外れないようにタッカーやネジなどで止める。
デッサン額
水彩画やリトグラフ、写真、刺繍など、幅広い分野に使われる額。厚みのあるものには向いていない。材質やデザインは様々で、枠・ガラス（アクリル）・裏板の構造になっており、ガラスと裏板の間に絵を入れる。大抵の場合、マットと呼ばれる厚さ2ミリほどの中抜きした台紙をガラスと絵の間に挟む。これは絵とガラスを密着させないためと見映えを良くするためのもので、油彩額などの入れ子と同様の役割を果たす。
和額
日本画、色紙、短冊、書、水墨画などを入れる額の総称。特に、色紙を入れるものは色紙額、短冊を入れるものは短冊額と呼ばれる。枠は木製か金属製が多く、入れ子は紺、臙脂、鶯色、灰色などが多い。入れ子があるものとないものとがあり、入れ子がないものは布地を貼った裏板が使われていることが多く、書や水墨画などをそこに直接裏打ちすることもできる。また、木製パネルに描かれた日本画などをそのまま額装できるものもある。
色紙額
色紙を入れるための額。
短冊額
短歌や俳句などを詠んだ短冊を入れるための長細い額。

賞状額
賞状用の額。木製のものが多く、枠・ガラス（アクリル）・裏板の構造になっている。サイズも賞状に合わせてあるため、そのまま入れることが多い。賞状のサイズによってはマットを入れることもある。デザインの種類は少ない。
光沢のある光輝、茶色の縞模様の金ラック、艶消しの金色のフレームの金消しがある。
また賞状額の場合、額の四隅にボール紙がホッチキスで止められていることが多いが、これは保護を目的としたものであるため飾る際には外す必要がある。
証書額
証書用の額。
叙勲額・叙位額・褒章額
勲記・勲章や、位記、褒章などを入れる額。一つの額に勲記と勲章の両方を額装できるものが一般的だが、それらを分けて個別に額装できるタイプのものもある。基本的に枠・ガラス（アクリル）・入れ子・裏板の構造になっており、入れ子は勲章などを固定できるようになっている。また、額全体が賞状額と比べしっかりした作りになっているため高級感がある。
ポスターパネル
ポスターなどの薄い印刷物を入れる額。枠・塩化ビニル樹脂板・スチレンボード（あるいは段ボールなど）の構造になっているものが多く、塩ビ板とスチレンボードの間に挟む。紙のA判・B判のサイズに合わせてあるため、マットは通常使用しない。枠はアルミ製が多く、デザインもシンプルなものが多い。大きさのわりに軽いのが利点。
写真額（写真パネル）
フォトフレーム
写真立て。基本的には枠・ガラス（アクリル）・裏板の構造になっているが、写真が入れば良いためその構造はまちまちで枠の材質も様々。ポストカードを入れることもある。楕円形のものやハート型のものがあったりとデザインは豊富。ただし、ガラスと写真が密着する構造のものが多いため、本格的な写真を入れるのには向いていない。
遺影額
遺影を入れるための額。構造はデッサン額と大差ないことが多いが、和額の様にマットや入れ子に緞子布を使用している物もある。

手ぬぐい額
手ぬぐいを入れて飾るための額。ガラス（アクリル）と裏板の間に中板があり、その中板に手ぬぐいを固定して額装する。構造としては、中板以外はデッサン額と変わりない。
押し花額
押し花を入れて飾るための額。ガラスをキャンバス代わりにし、乾燥剤（シリカゲル）で押し花を保護する。
その他
上記の他にも完成したジグソーパズルを飾るための専用の額や有名選手のユニフォームなどを入れて飾るユニフォーム用の額のように「ある特定のもの」専用に作られた額があるが、基本的な構造には大差ないことが多い。また、木製パネルに描かれた日本画を油彩額に額装したり、水墨画や書などをデッサン額に額装したりというようなこともあるため、油彩額であっても実際に油絵専用に使用されるというわけではない。

## 歴史
日本における額縁製造業の創始者として静岡市出身の長尾健吉（1860-1938）がいる。東京日本橋の斎藤商会店員としてパリ万国博覧会 (1878年)に参加、その後もオーストラリア、米国、英国などに出張し、パリにて洋風家具を学び帰国、パリ万博が縁で親しくなった山本芳翠と額縁の研究にあたり、1892年に芝愛宕町で洋画専門の額縁製造業を始めた。1905年に磯谷商店とし、国内各地の展覧会での洋画陳列や赤坂御所、聖徳記念絵画館などの額縁工事などを手掛けるなど、日本の洋画壇に貢献した。

## 額縁の構成

### 額縁本体
フレーム
額縁のメインとなる外枠の部分。単に枠や外枠と呼ぶことも。木製、金属製が多く、他にプラスチック製の物などがある。内側にガラス、入れ子（マット）、絵、合紙、裏板などが入り、裏側にはトンボや吊金具が取り付けられる。
ガラス・アクリル
作品を埃や汚れなどから保護するためのもの。そのため、これらを総称してダストカバーと呼ぶこともある。ガラスは重くて割れることがある反面、キズが付きにくい。一方アクリルは静電気が起きやすくキズが付きやすい代わりに軽くて割れにくく、紫外線もある程度カットできる。ガラスには表面に加工を施したナングレアガラス（無反射ガラス）やUVカットガラスなどがあり、アクリルには製法によって「押し出し」や「キャスト」といった種類がある。また、あまり一般的ではないがナングレアアクリルやUVカットアクリルなども存在する。
なお、油絵では反射光により鑑賞が妨げられたり表面の質感が損なわれたりするという理由からダストカバーを付けないこともある（そちらが本式だという意見もある）。
入れ子（ライナー）
油彩額などの内側に嵌め込まれている、絵とガラスとを密着させないための枠組。一部の和額などにも使用されており、この内側部分にカンバスなどを嵌め込む形となる。また、表面には麻などの布が貼られており、ガラスを押さえたり見映えを良くするなどの役割がある。油彩額用のものはオイルライナーとも呼ばれる。
マット
デッサン額などで使用する、絵とガラスとを密着させないための台紙。これが酸性紙だとマットだけではなく作品まで酸によって傷んでしまうため、中性紙のものが良く使用される。絵が描かれている部分にあわせて中抜きをし、その台紙に専用の中性テープなどで絵を固定する。中抜きは通常長方形だが、多角形や楕円形、アーチ状に抜くこともある。また、マットに複数の中抜きを施すことで、一つの額に複数の絵を額装することも可能。様々な色があり、二枚重ねにしたり面金加工を施したりといった、見映えを良くするための役割もある。2ミリ厚のものが一般的だが、1ミリ厚や3ミリ厚のものも使われる。
合紙（あいし）
絵と裏板の間に挟む紙。絵の裏側に裏板が直接触れないようにすることで絵を保護する。当然こちらも中性紙が望ましい。
裏板
絵やガラスや入れ子などを裏から押さえるための板。木製がほとんどで、緑色の紙が貼られているものもある。板状のものだけでなく木製パネルのような裏板も存在する。
トンボ
枠に裏板を固定するための部品。金属製で涙滴型をしているものが一般的で、枠にネジ止めして回転させることで裏板の着脱をする。似たようなものにサルカン（猿鐶）やツノジ（つの字）、小判と呼ばれる金具があるが、こちらは枠と裏板の両方にネジ止めして固定する形になる。また、額縁によってはトンボやサルカンを使わないで枠と裏板を固定するものも存在する。
吊金具
額縁を吊るすための紐などを通す金具。板吊（いたづり）や吊カン（つりカン）と呼ばれるものがあり、吊カンには、豆カン・三角カン・Uカン・Pカン・Nカン・Hカンなどと呼ばれるものがある（カンは「釻」もしくは「鐶」の字）。板吊は額との間に吊紐が通せるよう金属板を曲げたもの、カンと付くものは、額に固定する金具と吊紐を通すための金属製の輪を組み合わせたもので、形状によって名称が変わる。これ以外にも、ヒートンや、吊紐を使わずに額縁を直接壁面に取り付けるための直付け金具などがある。
吊紐
額縁を吊るすための紐。断面が丸いものと平たいものとがあり、額の重さによってはワイヤーと圧着スリーブを使うこともある。通常、板吊や吊カンに吊紐を通す際は、ぴんと張った状態にして紐が額の裏側に隠れるようにする。また、紐が外に出るタイプのポスターパネルなどはテグスや専用のチェーンを使うこともある。
角金（かどきん）
額縁が角割れ（角部分の接合が外れること）を起こさないよう、裏側から角を補強するためのL字型の金具。通常は使用しないが、額が大きく角に負担が掛かりそうな時に使用することがある。
その他
上記のもの以外にも、額の傾き防止や壁面の保護のために額の裏側に取り付ける裏ゴムや、テープを使わずに作品をマットに固定するためのコーナーマウントなどといったものがある。また、厚さ調整のために、スチレンボード・発泡スチロール・段ボールなどを合紙と裏板の間に挟むこともある。

### 額縁の付属品
吊金具
壁側に取り付ける、額縁を掛けるための金具。壁の種類に応じて石膏ボード用やコンクリート用などがある。フック状の物が一般的だが、天井付近に取り付けたレールからフック付きのワイヤーを下げてそこに額縁を吊るすタイプ（ピクチャーレール）もある。
額受（がくうけ）
吊された額縁を受け止めるための金具。壁に対して一定の角度を保ちながら額縁を取り付ける場合に用いられる。種類としては、長押用、鴨居用、石膏ボード用などがある。
額座布団
和室で鴨居用の額受などを用いて額縁を取り付ける場合に用いられる三角形のクッション。
額立て
額縁を吊り下げずに置く形で飾る場合に用いる器具。

## 額縁のサイズ

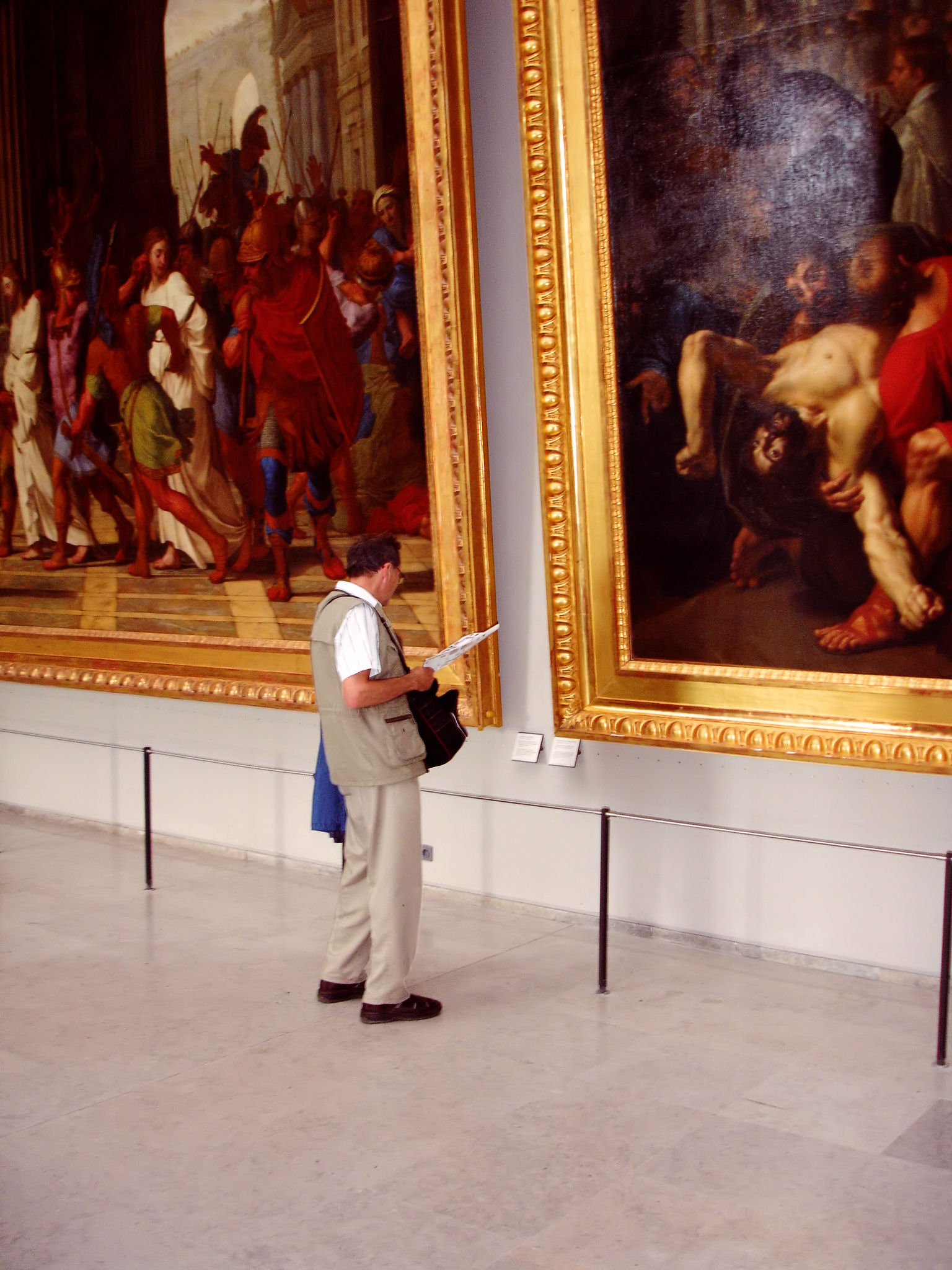
ルーヴル美術館の巨大な額縁

額縁のサイズには規格がある。ちなみにここで言うサイズとは、絵やカンバスなどを入れる部分の縦横の内寸を指し、深さの度合いは含まない。もちろん規格外の額を特注することも可能。
| 規格     | 寸法     | 読み                 | 備考                           |
| -------- | -------- | -------------------- | ------------------------------ |
| インチ   | 203×255  | インチ               | 「吋」「8×10」と表記することも |
| 八切     | 242×303  | やつぎり             | 「八ツ切」と表記することも     |
| 太子     | 288×379  | たいし               | 「八0」と表記することも        |
| 四切     | 348×424  | よつぎり             | 「四ツ切」と表記することも     |
| 大衣     | 394×509  | たいころ             | 「だいころ」と読むことも       |
| 半切     | 424×545  | はんせつ             |                                |
| 三々     | 455×606  | さんさん             |                                |
| 小全紙   | 509×660  | しょうぜんし         |                                |
| 大全紙   | 545×727  | だいぜんし           | 単に「全紙」とも               |
| リト大判 | 625×850  | リトおおばん         | 単に「リト判」とも             |
| MO判     | 693×893  | エムオーばん         |                                |
| 版画判   | 334×486  | はんがばん           |                                |
| 三尺     | 430×880  | さんじゃく           |                                |
| 四尺     | 430×1180 | よんしゃく           |                                |
| 半切     | 430×1610 | はんせつ             | 書での半切                     |
| 八九     | 243×273  | はちく               | 一般的な色紙のサイズ           |
| 八二     | 273×394  | はちに               | 賞状のサイズ                   |
| A3賞状   | 317×439  | エーさんしょうじょう | 賞状のサイズ                   |
| 新賞状   | 318×455  | しんしょうじょう     | 賞状のサイズ                   |
| 八号賞状 | 333×455  | はちごうしょうじょう | 賞状のサイズ                   |
| 勲記     | 420×595  | くんき               | 勲記のサイズ                   |

※油彩額のサイズについてはキャンバス#主な寸法を参照。実際には画布の厚さなどの関係で、木枠の寸法よりも1～2センチ大きめに作られている。

## 額縁を使った熟語
額縁縫
敷物などの周囲の縁をとって縫ったもの。絹布単物（ひとえもの）の褄先（つまさき）の縫い方。上仕立ての場合に用いる。
額縁舞台
プロセニアム・アーチによって縁取られた舞台。古代の円形劇場などに対して、近代の標準的な劇場に見られる舞台。
額縁放送
デジタル放送で映像が画面の中央に小さく表示される現象。
額縁小説
手紙や人の話などとして、話（額縁）の中に話がある構造をした小説。『千夜一夜物語』や『危険な関係』など。「枠物語」を参照。